# 카르미나 부라나 (오르프)
《카르미나 부라나》(Carmina Burana)는 오르프 작곡(1936) 작품이다.
무대형식에 의한 칸타타의 3부작 <승리>의 일부를 이룬다. 1937년 프랑크푸르트에서 초연되었다. 오르프가 독자적 작곡양식의 확립에 정진한 결과 탄생된 것으로서, 그의 출세작임과 동시에 대표작이며, 또 현대음악에 한 분야를 개척하는 것으로 되었다.  그 음악은 단순한 화성구조와 매우 대담하고 강렬한 리듬을 기초로 한다. 수명의 독창, 대소(大小)의 합창단, 대관현악을 위해서 씌어 있다. 오르프는 그 가사를 13-14세기의 유랑 신부나 음유시인에 의한 방랑의 노래모음 <카르미나 부라나> 속의 24곡에서 발췌하였다. 모든 곡은 3부로 나누어지며, 운명 앞에는 모두 복종하지 않으면 안 될 것이라고 운명의 힘을 노래한 것이다.